# Rozgonyi-Kulcsár Viktória

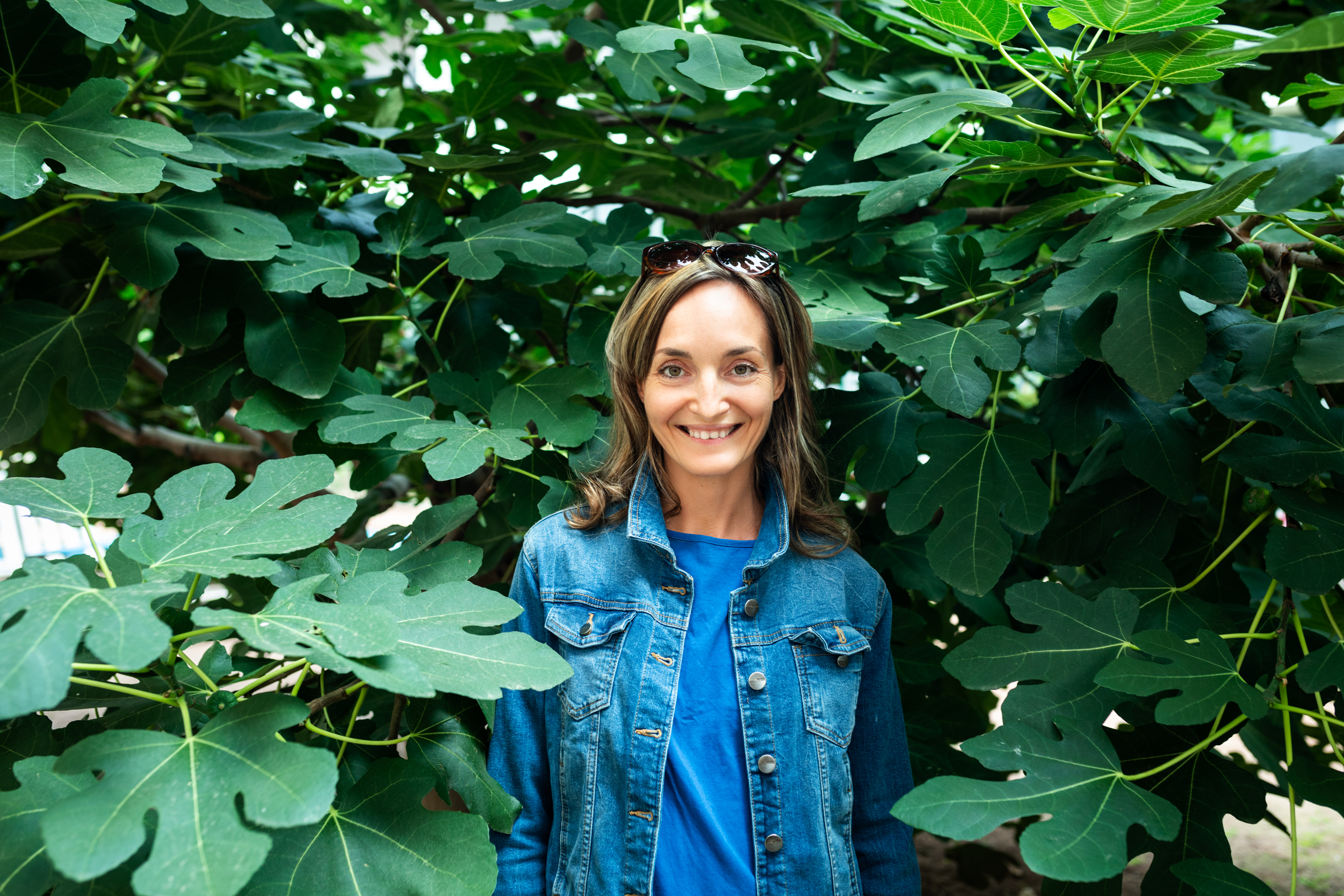
Fotó: Dömölky Dániel

Rozgonyi-Kulcsár Viktória színházi menedzser, a budapesti Jurányi Ház alapítója, intézményvezetője, a Függetlenül Egymással Közhasznú Egyesület ügyvezető elnöke.

## Életpályája
Színháztörténet szakon végzett Veszprémben, majd az ELTE-n szerzett kulturális menedzser diplomát. Az Országos Színháztörténeti Múzeum és Intézet munkatársa volt. Ezzel párhuzamosan évekig független színházi társulatok produkciós menedzsmentjével foglalkozott. 2006-ban megalapította a Függetlenül Egymással Közhasznú Egyesületet, amely 2012-ben megnyitotta a Jurányi Produkciós Közösségi Inkubátorház kapuit.
A Tantermi Színházi Projekt, a Staféta Pályázat és a TITÁNium Színházi Projekt tehetséggondozó pályázatok életre hívója.
A Színházi Kritikusok Céhe 2014-ben különdíjra jelölte a Jurányi Ház működtetéséért.
A Példakép Alapítvány Pályázat szakmai zsűrije beválasztotta 2015 Példaképei közé.
A függetlenekért tett erőfeszítésekért, a kiemelkedő művészi, kulturális teljesítményeiért beválasztották a 2020-as Kult50 tagjai közé az Ügy kategóriában.
Tagja a 2021-ben alapított Szirtes Attila-díj kuratóriumának. A díjat azzal a céllal hozták létre, hogy a független előadó-művészeti terület háttérben dolgozó kiemelkedő alakjai, nélkülözhetetlen kulcsemberei méltó elismerést kaphassanak.
Négy egymást követő évben (2022, 2023, 2024, 2025) bekerült a 10 legbefolyásosabb magyar nő közé a kultúra kategóriában a Forbes listájában.
A Mastercard - Alkotótárs ösztöndíjprogram színházi pályázat zsűritagja.
A Jurányi Ház 10. évfordulója alkalmából kiadta a Jurányi Latte interjúkötetet, amely válogatást tartalmaz a 2013-tól, a Ház művészeivel készülő Jurányi Latte interjúkból.
A POKET Zsebkönyvekkel való együttműködés gyümölcse, hogy a Színház a város, a Jurányi Ház kísérleti hangjáték-sorozata, könyv formájában is megjelent.
Óraadó az ELTE színháztudomány MA képzésén és a Freeszfe Egyesületnél is tart színházi menedzsment órákat.
2023-ban Pro Cultura Urbis díjban részesült a független színházi társulatok és alkotóművészeti közösségek otthonául szolgáló Jurányi Produkciós Közösségi Inkubátorház létrehozásáért és nemzetközi szinten is példaértékű, sikeres működtetéséért.
2024-ben jelölték a SzuperWMN Lámpás-különdíjára, amellyel olyan nőket szeretnének a reflektorfénybe emelni, akik vállalkozásukat vagy közösségüket vezetve utat mutatnak, emberileg és szakmailag is támogatják a csapatukat, és példaképként szolgálhatnak mindenki számára.
Ugyanebben az évben jelölést kapott az üzleti kategóriában a Nők Lapja Példakép díjra.
2024 őszén Bodó Viktorral elindította a Budapesti Színészképző első évfolyamát a Jurányi Házban. A 2024/25-ös évad elején belefogott az Átrium üzemeltetésébe.
Az általa vezetett Függetlenül Egymással Közhasznú Egyesület 2025. március 15-én Pro Arte Erzsébetváros díjban részesült. Rozgonyi-Kulcsár Viktóriát 2025-ben a Forbes Power Women díjjal tüntették ki. Ugyanebben az évben a Függetlenül Egymással Közhasznú Egyesület és a Jurányi Ház kreatív üzleti közössége és Viktória, mint közösségvezető nyerte el a Bridge Budapest Egyesület és a Dreher Sörgyárak közös díját, az Élesztő-díjat.

## Magánélete
Férje Rozgonyi Szabolcs, a Jurányi Ház üzemeltetési vezetője. Három gyermekük van.